# Serafino Lo Piano
Serafino Lo Piano (Caltanissetta, 2 agosto 1906 – Gela, 14 febbraio 1983) è stato un poeta, scrittore, critico ed educatore italiano.

## Biografia
Figlio di Agostino Lo Piano Pomar e della nobildonna Adele Valenti Amico Roxas dei Marchesi di Poza, nel dopoguerra si stabilì a Niscemi, in provincia di Caltanissetta, dove operò sino al 1960. Lì fu promotore di un'intensa attività culturale e fondò un liceo intitolato al padre Agostino, dove studiò gran parte della classe dirigente di Niscemi e Gela. Fu presidente dell'Ente Morale Fondazione Letteraria "Crescimone" di Niscemi.
Nel 1956 si trasferì a Gela, dove fu insegnante di educazione fisica nelle scuole cittadine; qui proseguì la sua intensa attività letteraria che lo vide promotore di iniziative culturali che proiettarono Gela alla ribalta nazionale. Presidente e fondatore del Centro di Lettere Arti e Turismo "Il Sileno", ideò il premio di poesia "Gela" e il premio internazionale Sileno d'oro per illustri siciliani viventi e sicilianisti.
Poeta sociale, cantore dei "vinti", cantore della drammatica realtà siciliana della quale sono protagonisti braccianti, zolfatari, pescatori, di tutti coloro che soffrono.

## Riconoscimenti
È stato vincitore di premi nazionali di poesia tra i quali:
- Vado Ligure (1956)
- Ceccardo Ceccardi di Marina di Carrara (1957-1958)
- Premio G. Chiabrera di Savona (1958)
- Premio Vallombrosa di Firenze (1959)
- Battaglia Letteraria di Messina (1960)
- Premio de "La Madonnina" di Milano (1960)
- Premio G. Meli di Cinisi di Palermo (1960)
- Premio Ciappazzi di Castroreale Terme (1962)
- Premio della Cultura da parte della Presidenza del Consiglio dei ministri (1968).
- Medaglia d'Oro al Merito Letterario da parte dell'Associazione Famiglia Siciliana di Roma
- Medaglia d'Oro al Merito Letterario da parte di "Realismo Lirico" di Firenze
- Medaglia d'Oro al Merito Letterario da parte del Comune di Gela.
- Primo Premio Assoluto di Poesia "SICILIA '70" della Presidenza dell'assemblea Regionale Siciliana
- Premio della Cultura "La quercia d'oro".

Sue opere sono incluse in antologie scolastiche e poetiche quali Novecento Lirico di L. Vita; Antologia per Istituti Magistrali, Ed. Farfisa Milano; La Sirenetta e Approdo di Luigi Fiorentino; Le Nereidi Antologia per le Scuole Medie, Ed. Paravia; Antologia della Poesia Sociale Italiana, Ed. La Porcellaria di Reggio Calabria.

È presente anche in testi e dizionari quali: Storia della Letteratura Italiana Contemporanea di D. Triggiani; Narratori e Poeti di oggi di Renata Pescanti, Botti ED, Ceschina Milano; Chi scrive I.L.E. Milano; Lambda 70, Autori ed artisti italiani d'oggi di D. Anastasi; Annuario della Stampa Italiana, Aldo Garzanti Editore; Il merito, Annuario dei premi e dei premiati d'Italia Ed. Costruire di Sarzana. 
Viene citato anche nel V volumetto 1984 dedicato agli uomini illustri di Caltanissetta.
Sono stati tenuti recital e conferenze sulla sua opera poetica a Roma, presso l'Associazione Famiglia Siciliana e presso l'Associazione Internazionale dei Poeti; a Milano presso il Circolo della Stampa; a Firenze, Genova, Pisa, a Palermo presso il Circolo della Stampa; a Caltanissetta, a Ravanusa, a Niscemi, a Gela, a Parigi presso l'Accademia Duncan da parte della poetessa Solange de Bressieux.

## Pubblicazioni
- Raccolte di poesie "Sud", ed. O.B., Caltanissetta (1932)
- Sangue Amaro, ed. O.B., Caltanissetta (1934)
- I Crocifissi sopra i canterani, ed. Trinacria
- Nulla è mutato, ed. Ugo Mursia Milano, riedito dal Rotary International Club di Gela e Caltanissetta